# Check It Out
「Check It Out」は、アメリカのラッパーウィル・アイ・アムとトリニダードのニッキー・ミナージュの2010年の曲。ウィル・アイ・アムとニッキー・ミナージュが作詞で、原曲はバグルスの1979年のヒット曲「ラジオ・スターの悲劇」である。イギリスにおいてニッキー・ミナージュの親友であるシェリル・コールがこのスペシャルミックスをリリースしている。

## 収録曲
- Canada, US Digital Download

1. "Check It Out" - 4:11

- International Digital Download

1. "Check It Out" (ラジオミックス) - 3:58

- UK Digital and CD single

1. "Check It Out" (メイン) – 4:11
2. "Check It Out" (スペシャルミックス) (with シェリル・コール) – 4:11

- Canada, US Digital The Remixes single

1. "Check It Out" (ベニー・ベナッシリミックス) – 5:55
2. "Check It Out" (シェイムボーイリミックス) – 5:11

## リリース
| 国             | 日付           | タイプ                       |
| -------------- | -------------- | ---------------------------- |
| カナダ         | 2010年9月3日   | 音楽配信                     |
| カナダ         | 2010年9月8日   | 音楽配信、主にラジオミックス |
| カナダ         | 2010年11月22日 | 音楽配信、リミックス         |
| アメリカ       | 2010年9月3日   | 音楽配信                     |
| アメリカ       | 2010年9月8日   | 音楽配信、主にラジオミックス |
| アメリカ       | 2010年9月14日  | メインストリームエアプレイ   |
| アメリカ       | 2010年10月19日 | アーバンオンエア             |
| アメリカ       | 2010年11月22日 | 音楽配信、リミックス         |
| オーストラリア | 2010年9月10日  | 音楽配信、ラジオミックス     |
| ドイツ         | 2010年9月10日  | 音楽配信、ラジオミックス     |
| イギリス       | 2010年10月31日 | 音楽配信                     |
| イギリス       | 2010年11月1日  | CDシングル                   |